# Colostomía
Una colostomía es un tipo de estoma que permite unir el colon a la pared del abdomen como consecuencia de un acto quirúrgico, para tratar, por ejemplo, un cáncer de colon o de ano. Así, el tránsito intestinal es derivado hacia el exterior y las materias fecales pueden llegar a una prótesis específica. Esta prótesis antiguamente se denominó ano artificial, aunque el único punto común con el ano es la posibilidad para el estoma de hacer pasar los excrementos.
Después de una colostomía, en ocasiones es posible restablecer la continuidad del intestino, lo que se conoce como anastomosis. Existen dos tipos:
- Anastomosis íleo-rectal, donde se une el íleon al recto.

- Anastomosis ileo-anal, donde el íleon se une directamente al ano (en este caso, el recto se amputa, y la operación de ablación se denomina proctectomía).

Como consecuencia de una anastomosis, existe riesgo de inflamación, de infecciones (peritonitis), así como un riesgo de fístula por una rotura de la sutura.